# 鈴木清三 (政治家)
鈴木 清三（淸三、すずき せいぞう、1848年（嘉永元年11月） - 1925年（大正14年）10月19日）は、日本の政治家、衆議院議員（1期）。

## 経歴
上総国望陀郡（千葉県君津郡富岡村→富来田町と平川町に分割。現在は木更津市と袖ケ浦市）生まれ。久留里銀行頭取、馬来田銀行、千葉県農工銀行各取締役、上総銀行監査役となる。
1894年3月の第3回衆議院議員総選挙において千葉7区から自由党所属で立候補して当選した。衆議院議員は1期務め、同年9月の第4回衆議院議員総選挙は不出馬。1925年に死去した。